# يوسف بوهلول
يوسف بوهلول (24 أكتوبر 1966 -)، ممثل بحريني. بدأ التمثيل من خلال مسرح الطفل ودبلجة الرسوم المتحركة.

### المؤهلات العلمية
بكالوريوس تمثيل وإخراج من المعهد العالي للفنون المسرحية في الكويت بعام 1988.

## الجوائز
جائزة أفضل أداء غنائى، وجائزة التميز لأفضل ممثل دور ثاني

### المسارح المنتمي إليها
أحد الاعضاء المؤسسين لفرقة مسرح الصواري سابقا، ولا ينتمي لاي فرقة مسرحية حاليا

## أعماله الفنية

### الأعمال المسرحية
1. مسرح الأطفال: في خبر كان - إخراج اسمهان توفيق (الكويت)
2. حبابة وحمارة القايلة - إخراج مكي القلاف (الكويت)
3. بحيرة البجع - إخراج عصرية الزامل (الكويت)
4. شيماء والاشرار - إخراج سالم الجوهر
5. العوعو - إخراج جمعان الرويعي
6. حكاية المهرج - إخراج جمال الصقر
7. مسرح الكبار: مصارعة حرة إخراج حسين المسلم (الكويت)
8. مدينة بلا عقول - إخراج دخيل الدخيل (قطر)
9. الستار - إخراج عبد العزيز المسلم (الكويت - مصر)
10. هايد بارك - إخراج وحيد عبد الصمد (الكويت)
11. كبش لكل زمان - إخراج عبد الله ملك
12. كشخة ونفخة - إخراج سعد الجزاف
13. الحريق - إخراج إبراهيم بحر
14. الرهائن - إخراج عبد الله السعداوي
15. سكوريال (الاجراس) - إخراج عبد الله السعداوي
16. خور المدعي - إخراج جمعان الرويعي
17. الفشت - إخراج جمال الصقر
18. ليلة عرس رشدان - إخراج عبد الله ملك
19. درب العدل - إخراج عبد الله يوسف
20. عالمكشوف - مسرحية كويتية من إخراج عبد العزيز المنصور
21. صنطرون بنطرون - مسرحية كويتية من إخراج عبد الله يوسف
22. الصراع - إخراج ياسر سيف
23. صور عارية - إخراج خليفة العريفي
24. عذاري - إخراج جمعان الرويعي

### التلفزيون
1. غناوي بوتعب - إخراج أحمد المقلة
2. البيت العود - إخراج أحمد المقلة
3. فرجان لول - إخراج أحمد المقلة
4. ملفى الاياويد - إخراج أحمد المقلة
5. حزاوي الدار (جزئين) - إخراج أحمد المقلة
6. حالات - إخراج أحمد المقلة
7. أبيض واسود - إخراج أحمد المقلة
8. السديم - إخراج أحمد المقلة
9. بث غير مباشر - إخراج بسام الذوادي
10. فتاة أخرى - إخراج بسام الذوادي
11. حسن ونور السنا - إخراج بسام الذوادي
12. الهارب - إخراج بسام الذوادي
13. بن عقل (جزئين) - إخراج عبد الله يوسف
14. ليل البنادر - إخراج عبد الله يوسف
15. بحر الحكايات - إخراج محمد سلمان
16. أبواب - إخراج محمد سلمان
17. عجايب زمان - إخراج أمير الشايب
18. تالي العمر - إخراج مصطفى رشيد
19. آخر الرجال - إخراج مصطفى رشيد
20. غناوي المرتاحين - إخراج مصطفى رشيد
21. مواطن طيب - إخراج مصطفى رشيد
22. الكلمة الطيبة - (ستة اجزاء) - إخراج جمال الشوملي
23. أولاد بوجاسم - إخراج مجدي أبوعميرة
24. الطماعين - إخراج صلاح العوري (الكويت)
25. بيت بومرزوق - إخراج علي حسين (الكويت)
26. سر الوصية - إخراج عبد الجبار ولي (الكويت)
27. الفجر الجديد - إخراج عصرية الزامل (الكويت)
28. الدوائر - إخراج جمال قاسم (السعودية)
29. البيت الجديد - إخراج محمد السيد عيسى (الكويت)
30. الفرسان الثلاثة، السيارة الخارقة، مغامرات رنا، السيارة المرحة بومبو - إخراج فلاح هاشم (الكويت)
31. جازورا - إخراج عبد الناصر الزاير (الكويت)
32. ظل الياسمين - إخراج (مخرج الخليج الأول) احمد يعقوب المقلة
33. بنات ادم
34. وجع الإنتصار.
35. أيضا شارك في دبلاج الرسوم المتحركة. في الثمانينات والتسعينات. لدى مؤسسة الاتناج البرامجي المشترك لدول الخليج العربي

### الإذاعة
1. عن البحرين - إخراج حامد حنفي (الكويت)
2. برنامج كل الفنون - إخراج خليفة العريفي
3. سموم وهموم - إخراج نبيل العلوي
4. محمد بن فارس - إخراج محمد الجابر
5. سرور - إخراج عبد الواحد درويش
6. الاصدقاء - إخراج ابرهيم عيسى
7. الطيور- إخراج إبراهيم عيسى
8. الجزاء العادل - إخراج إبراهيم عيسى

### الاغاني
1. اوال المكارم.
2. دارنا العزيزة.
3. مد حبال لو تقصر.
4. فرحان انا.
5. يا بلدنا.
6. علي باب جودك.
7. يا عيد هليت.
8. ختام الانبياء.
9. يا مصلى ركعتين.
10. عرضة بحرين الاصيل.

## روابط خارجية
- يوسف بوهلول على موقع قاعدة بيانات الأفلام العربية